# Њуток (Аљаска)
Њуток (енгл. Newtok) насељено је место без административног статуса у америчкој савезној држави Аљаска.

## Демографија
По попису из 2010. године број становника је 354, што је 33 (10,3%) становника више него 2000. године.
| Група             | 2000.     | 2010.     |
| Белци             | 10 (3,1%) | 10 (2,8%) |
| Афроамериканци    | 0 (0,0%)  | 0 (0,0%)  |
| Азијати           | 0 (0,0%)  | 1 (0,3%)  |
| Хиспаноамериканци | 0 (0,0%)  | 1 (0,3%)  |
| Укупно            | 321       | 354       |